# C4 Pedro
Pedro Henrique Lisboa Santos (Sambizanga, Luanda, 7 de julho de 1983), também conhecido pelo nome artístico C4 Pedro, é um cantor, intérprete, compositor, guitarrista, produtor e empresário angolano. C4 Pedro deu os seus primeiros passos musicais na Bélgica, onde viveu durante dez anos.
Começou a sua carreira musical ao lado de seu irmão Lil Saint. Lisboa Santos, seu pai, também é músico e sua mãe é estilista. C4 Pedro lançou o álbum Lágrimas com Lil Saint, Calor e Frio e King Ckwa a solo e Los Compadres em colaboração com o rapper angolano Big Nelo.

## Carreira
Em 2007, C4 PEDRO e Lil Saint, lançam o seu álbum de estreia Lágrimas — Um Só Povo Uma Só Canção, na Bélgica, posteriormente (2009) editado em Angola, aquando do regresso à sua terra natal.
O seu segundo registo de originais “Calor e Frio”, chega às vitrines em 2011 e catapulta a carreira do artista, aumentando exponencialmente a sua notoriedade. A digressão deste álbum, fruto do excelente desempenho dos temas de sucesso “Dá Só”, “Calor e Frio”, “Pokémon e Picachu”, “Casamento” e “Bo Tem Mel” (tema produzido por si e cantado com parceria de Nelson Freitas) leva o músico e produtor a esgotar pela primeira vez o Coliseu dos Recreios em julho de 2013.
O ano de 2013 vê nascer o projeto B4 (C4 PEDRO e Big Nelo), que toma de assalto a indústria musical com o êxito “É Melhor Não Duvidar”. O vídeo do tema atingiu cerca de 25 milhões de visualizações no YouTube desde então, e a dupla percorreu vários países em digressão até ao fim do projeto em setembro de 2015, não antes sem esgotar o Campo Pequeno em Lisboa (maio 2014), encher o Coliseu dos Recreios (outubro 2014) e atuado em vários eventos e festivais, entre os quais o Meo Sudoeste. O CD/DVD “Los Compadres — Ao Vivo em Lisboa”, gravado em maio de 2014 durante o espetáculo esgotado no Campo Pequeno e editado no fim de 2014, manteve-se durante muito tempo no topo da tabela nacional de vendas em Portugal.
O videoclipe do tema “Quem Será (O Verdadeiro Amor)”, registou mais de 500.000 visualizações em apenas 2 semanas e entrou diretamente para o top dos vídeos mais vistos do YouTube em Portugal.
Entre 2014 e 2015, o músico participou em eventos e festivais como o Meo Sudoeste (Lisboa), África Dançar (Milão), entre muitos outros. 
C4 Pedro participou na telenovela portuguesa “A Única Mulher” e a deu voz a duas dos personagens do filme de animação “HOTEL TRANSYLVANIA 2”, que estreou em Portugal em 2015.
Em setembro de 2015, C4 PEDRO lança o álbum “KING CKWA”, com o selo Sony Music Entertainment, e rapidamente passou ao número 1 do iTunes e entrou diretamente para o nacional de vendas em Portugal. A obra inclui o êxito “Vamos Ficar Por Aqui”, “Tu és a Mulher”, “Spetxa One”, “African Beauty” (feat. Dj Maphorisa), entre outros.
Pérola, Zona 5, Big Nelo, Nelson Freitas, Dj Maphorisa, Kaysha, Edmázia Mayembe, Prodígio, Francis “MC Cabinda”, são os convidados deste álbum eclético que percorre sonoridades desde a pop ao afro beat, afro house, passando pelo R&B, zouk ou kizomba

## Discografia
| Ano  | Titulo        |
| ---- | ------------- |
| 2008 | Lágrimas      |
| 2011 | Calor & Frio  |
| 2013 | Los Compadres |
| 2015 | King Ckwa     |
| 2019 | The Gentleman |

## Participação
| Participações                        | Titulo da música                                   |
| ------------------------------------ | -------------------------------------------------- |
| Dj Jesus ft. C4 Pedro                | Let's Fly (2011) (Afrobeat)                        |
| Edmylson ft. C4 Pedro                | Beija me                                           |
| DaMagical ft. C4Pedro                | Me tarraxa (2012)                                  |
| Angelo Boss ft. C4 Pedro             | me aceita (2012)                                   |
| Titica ft. C4 Pedro                  | Ta Bem Bom (2012)                                  |
| Nelly feat. C4 Pedro & Lil Saint     | Mostra o Swagg (2012)                              |
| Kaysha feat C4 Pedro                 | Kotika ngai te (2013)                              |
| The Lee ft Neide Sofia & C4 Pedro    | Saudades (2013) (BLS Prod)                         |
| DJ Dias Rodrigues ft. C4 Pedro & Ary | Homenagem a Oliver N'Goma (2013)                   |
| Nelson Freitas ft C4 Pedro           | Bom Tem Mel (ft. C4 Pedro) (2014)                  |
| Zona 5 ft. C4 Pedro                  | Somos angolanos (2014)                             |
| Nga ft. C4 Pedro                     | Nunca foi pelo money (2014)                        |
| Yuri da Cunha ft. C4 Pedro           | De Alma na Paixão (2015)                           |
| The Groove ft. C4 Pedro, Maya Zuda   | Direita Esquerda (2015) (Afrohouse)                |
| David Carreira                       | Será Que Posso (feat. C4 Pedro) (2016) (reggaetón) |
| Prodígio ft. C4 Pedro (2016)         | Lagosta (2016)                                     |
| Loony Johnson ft. C4 Pedro           | Lhes Fala Só (2016)                                |
| Lito Play ft. C4 Pedro               | Ta me cuiar (2016)                                 |
| Adi Cudz feat C4 Pedro               | A2 (2016)                                          |
| Celso Notiço Feat. C4 Pedro          | Me dá (2016)                                       |
| C4 Pedro feat Sauti Sol              | Love Again (2017)                                  |
| C4 Pedro feat DJ Maphorisa           | African Beauty (2018)                              |
| Zara Williams feat C4 Pedro          | Posa (2021)                                        |

## Nomeações e prémios
| Ano  | Evento              | Nomeação                                       | Álbum          | Resultado |
| ---- | ------------------- | ---------------------------------------------- | -------------- | --------- |
| 2010 | Top Rádio Luanda    | Artista Revelação                              | Lágrimas       | Venceu    |
| 2010 | Top Rádio Luanda    | Melhor Balada                                  | Lágrimas       | Venceu    |
| 2011 | Moda Luanda         | Melhor Intérprete                              | Calor e Frio   | Venceu    |
| 2012 | Moda Luanda         | Melhor Intérprete Masculino                    | Calor e Frio   | Venceu    |
| 2013 | Moda Luanda         | Melhor Intérprete Masculino                    |                | Indicado  |
| 2013 | Moda Luanda         | Melhor Vídeo                                   | Casamento      | Indicado  |
| 2014 | Moda Luanda         | Melhor Intérprete Masculino                    |                | Venceu    |
| 2015 | Palop Music Stars   | Cantor do Ano                                  | Álbum KINGCKWA | Venceu    |
| 2015 | Palop Music Stars   | Melhor Coreografia em Video Clip ao Vivo       | Álbum KINGCKWA | Venceu    |
| 2015 | Palop Music Stars   | Kizomba do Ano                                 | Álbum KINGCKWA | Venceu    |
| 2016 | Moda Luanda         | Melhor Artista                                 | Álbum KINGCKWA | Venceu    |
| 2016 | Moda Luanda         | Melhor Álbum                                   | Álbum KINGCKWA | Venceu    |
| 2016 | Moda Luanda         | Melhor Colaboração (Yuri da Cunha Ft C4 Pedro) | Álbum KINGCKWA | Venceu    |
| 2016 | Moda Luanda         | Melhor Vídeo Clip                              | Álbum KINGCKWA | Venceu    |
| 2016 | Moda Luanda         | Artista Mais Ouvido Na Aplicação Kisson        | Álbum KINGCKWA | Venceu    |
| 2016 | Afrimma             | Melhor Artista da África Central               | Álbum KINGCKWA | Venceu    |
| 2017 | Angola Music Awards | Mérito de Carreira Internacional               | Álbum KINGCKWA | Venceu    |
| 2017 | Afrimma             | Melhor Artista de África                       | Álbum KINGCKWA | Indicado  |
| 2017 | Afrimma             | Melhor Artista Lusófono                        | Álbum KINGCKWA | Venceu    |
| 2017 | Afrimma             | Melhor Artista da África Central               | Álbum KINGCKWA | Venceu    |
| 2017 | Afrimma             | Melhor Video Clip                              | Álbum KINGCKWA | Indicado  |
| 2017 | Afrimma             | Melhor Artista Alem Fronteiras                 | Álbum KINGCKWA | Venceu    |
| 2017 | Afrimma             | Melhor Colaboração (C4 Ft Souti Soul)          | Álbum KINGCKWA | Indicado  |
| 2017 | MTV EMA             | Melhor Artista Africano                        | Álbum KINGCKWA | Indicado  |